# Sommer-Paralympics 2012/Teilnehmer (Simbabwe)
| stlisierte Goldmedaille | stlisierte Silbermedaille | stlisierte Bronzemedaille |
| ----------------------- | ------------------------- | ------------------------- |
| —                       | —                         | —                         |

Simbabwe entsandte zu den Paralympischen Sommerspielen 2012 in London eine aus zwei Sportlern bestehende Mannschaft – zwei Männer.

## Teilnehmer nach Sportart

### Leichtathletik
Männer:
- Elliot Mujaji

### Rollstuhltennis
Männer:
- Nyasha Mharakurwa